# 米哈伊洛夫宫

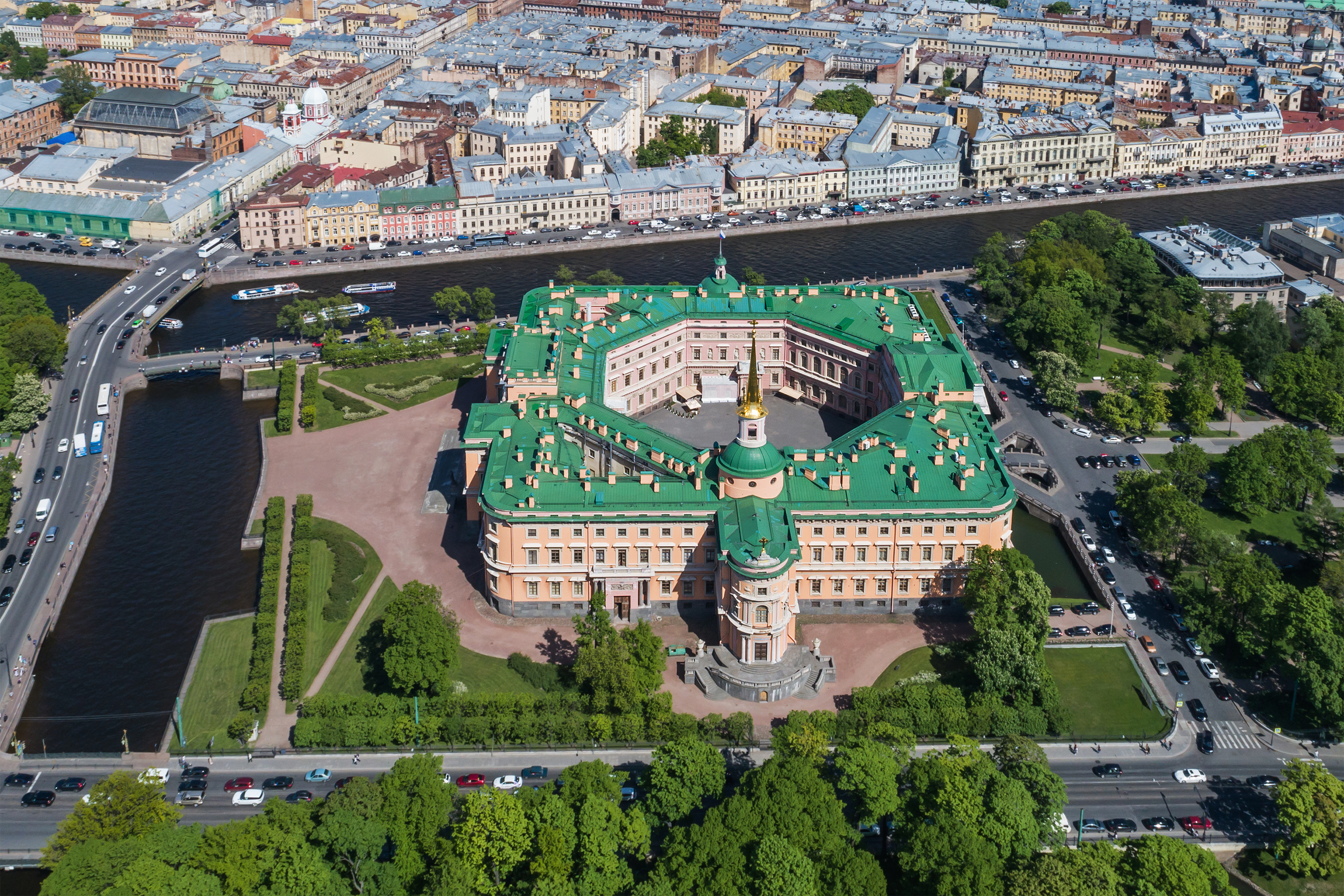
西立面

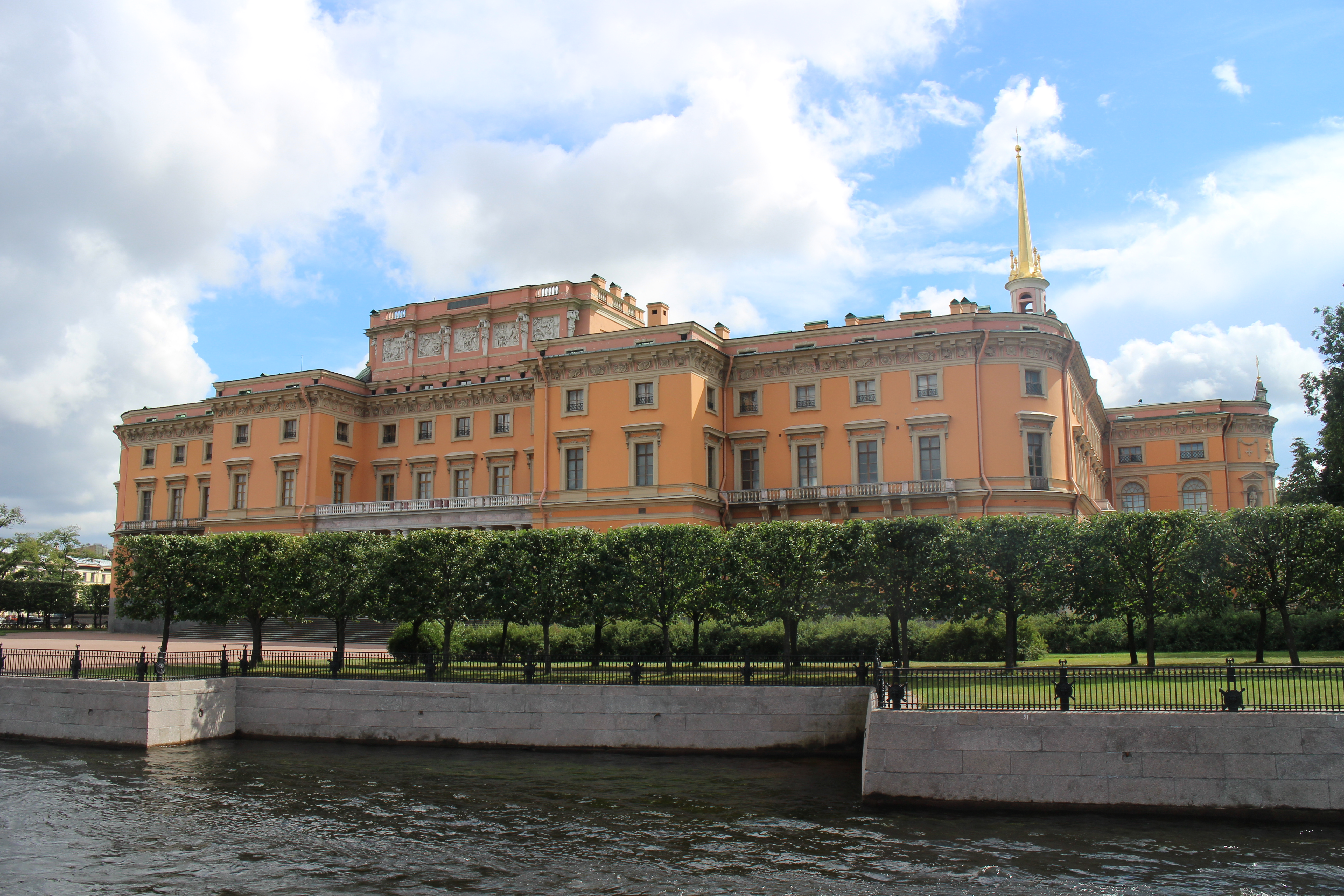
北立面

米哈伊洛夫宫（俄语：Михайловский замок）又译为圣米迦勒宫，又名工程师宫（俄语：Инженерный замок），是俄罗斯圣彼得堡市中心的一座前皇家宫殿。
保罗一世不喜欢冬宫，在那里从未感到安全。他担心遇刺，1797至1801年，在夏园以南修建了这座类似城堡的宫殿，周围环绕着莫伊卡河、丰坦卡河以及新开挖的两条运河（教堂运河和星期日运河），为一个人工岛，只能通过吊桥进入。
米哈伊洛夫宫从每一边看来完全不同，因为建筑师采用了不同的建筑风格，例如法国古典主义、意大利文艺复兴和哥特式。
工程开始于1797年2月26日（公历3月9日），1800年11月8日米迦勒日按照东正教仪式隆重祝圣，但是内部装修工程一直延续到1801年3月。1800年，彼得大帝青铜骑马雕像竖立在宫殿前。这尊雕像设计于彼得大帝生前，完成于1747年。 
保罗一世搬到这座新建的宫殿仅40夜就被暗杀。他于1801年3月23日被人谋杀在自己的卧室。 
保罗一世去世后，皇室返回冬宫，米哈伊洛夫宫荒废，于1819年改为军事工程学院（今军事工程技术大学）。此后，这座建筑就称为“工程师宫”。1838年至1843年，俄罗斯作家陀思妥耶夫斯基作为一名军校学生在工程学院学习。
20世纪90年代初，米哈伊洛夫宫成了俄罗斯博物馆的一个分馆，即肖像画廊，展出从17世纪末到20世纪初，俄罗斯皇帝和皇后以及各种政要和知名人士的肖像。